# Смертная казнь в Японии
Смертная казнь в Японии является законной мерой наказания в Японии. В Уголовном кодексе Японии и ряде законов перечислено 14 преступлений, караемых смертной казнью. Однако на практике она применяется только за убийство при отягчающих обстоятельствах. Казни проводятся путем повешения со сбросом с высоты и проводятся в одной из семи казенных камер, расположенных в крупных городах по всей стране. Единственным преступлением, за которое выносится обязательный смертный приговор, является подстрекательство к иностранной агрессии. Япония является одной из четырёх развитых демократических стран мира, активно применяющих смертную казнь.
Смертные приговоры обычно выносятся в случаях множественных убийств, хотя было несколько чрезвычайно тяжких случаев, когда лица, совершившие одно убийство, были приговорены к смертной казни и приведены в исполнение, например, в случаях применения пыток, крайней жестокости или похищения людей с требованием выкупа.

## Статистика
В период с января 2000 по июль 2022 года в Японии были казнены 98 заключенных. Последней казнью была казнь Такахиро Сираиси (серийный убийца) 27 июня 2025 года. Он стал первым человеком, казнённым в Японии с 2022 года. До него 26 июля 2022 года казнили Като Томохиро за серию нападений с ножом в Акихабаре в Токио в 2008 году.
По состоянию на 28 июня 2025 года казни ожидали 105 заключенных, приговоренных к смертной казни. Самый короткий промежуток времени от вынесения приговора до казни составил 1 год, а самый длинный — 19 лет и 5 месяцев.
В 2025 году правительственный опрос показал, что около 83,1 % населения Японии поддерживает смертную казнь. Этот показатель на 2,3 % больше, чем в опросе, проведенном пятью годами ранее.